# José Eugenio Ribera
José Eugenio Ribera Dutaste (Lisboa, 1864 - 1936) es uno de los primeros investigadores del hormigón armado en España. Como profesor de la asignatura "Puentes de fábrica y hormigón armado" en la Escuela de Caminos de Madrid, supo compaginar esa actividad con la de empresario, al mismo tiempo que publicaba en la Revista de Obras Públicas hasta 72 artículos y hallaba tiempo para convertirse en importante viajero, estando presente en los más importantes congresos internacionales, tanto europeos como americanos.

## Biografía
De joven tuvo que emigrar con su familia a Portugal, debido a la consideración liberal de su padre. Aquella estancia le permitió entrar en contacto con la ingeniería que se desarrollaba en los ferrocarriles portugueses por los mejores ingenieros del mundo.
Ya establecido en España fundó la Compañía de Construcciones Hidráulicas y Civiles, al tiempo que trabajaba sobre las aplicaciones del hormigón armado. Mantuvo su espíritu viajero, recorriendo Europa, América y África para conocer de primera mano los avances en las estructuras viarias. Desde el principio de su carrera mantuvo una singular preocupación por las estructuras metálicas que se empleaban en la época, sobre todo el acero, ya que tenían el gran defecto de requerir tratamientos posteriores para mitigar la oxidación. Eso fue lo que le llevó a investigar a fondo sobre las aplicaciones del hormigón armado en las estructuras de ingeniería. Entre ellas cabe mencionar que fue el encargado desde 1910 de la construcción del Matadero Municipal de Legazpi.
Desarrolló entonces un modelo propio en el que la parte metálica de las construcciones se convertía en el armazón sobre el que aplicaba el hormigón, dejando a un lado las varillas metálicas del encofrado habitual y permitía que la estructura fuese también el encofrado.
Fue profesor y director en la Escuela de Caminos de Madrid. Su labor de investigación quedó plasmada en noventa y tres artículos que publicó en la Revista de Obras Públicas.

## Obra

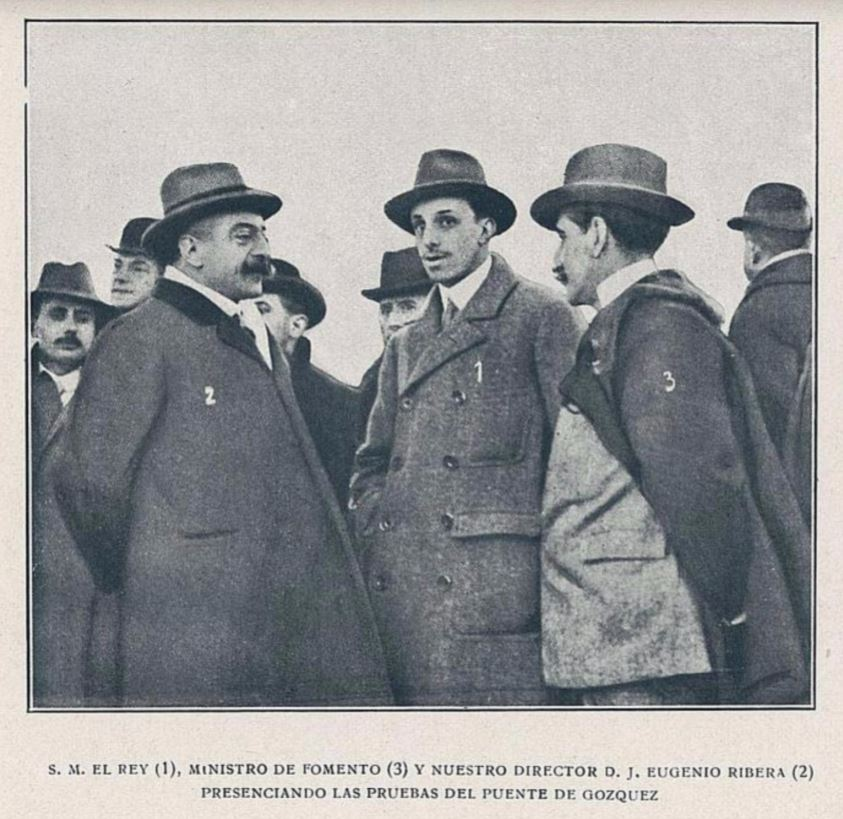
José Eugenio Ribera, Alfonso XIII y Rafael Gasset (Ministro de Fomento) durante la prueba de carga del Puente de Gozquez.

Entre sus obras más importantes destacan:
- Vía férrea de la línea Tánger - Fez, de hormigón;
- puente de Pindoque en el río Jarama,[7] del ferrocarril industrial de La Poveda.
- proyecto del puente de La Perra sobre el río Caudal, en Mieres (Parroquia) (1902)[8]
- puente de María Cristina en San Sebastián, inaugurado en 1905, con el arquitecto Julio Martínez-Zapata Rodríguez;
- puente de Golbardo (1902-1903) sobre el río Saja, uniendo las localidades de Barcenaciones y Golbardo, en el municipio de Reocín (Cantabria);
- Sifón de Sosa (1906), en su época el mayor sifón del mundo.[9]
- puente de la Reina Victoria sobre el río Manzanares en Madrid (1908-1909), con el arquitecto Julio Martínez-Zapata Rodríguez;
- ampliación del puente de Palmas sobre el río Guadiana, en Badajoz (1909-1910). Andenes laterales, destruidos a comienzos del siglo XXI.
- puente de Valencia de Don Juan (1910),[10] en la provincia de León, el primero  realizado en España completamente con hormigón armado;
- puente de Requejo (1914) sobre el río Duero;
- puente colgante de Amposta (1915-1921) que cruza el río  Ebro, con una luz de 135 m;
- matadero Municipal de Legazpi (1910-1925), dirección de las obras según un proyecto del arquitecto municipal Luis Bellido y González;
- cárcel Correccional de Oviedo (1886-1907), dirección temporal de obras compartida con los arquitectos Francisco Javier Aguirre y Nicolás García Rivero;
- puente de San Telmo (1925-1931) sobre el río Guadalquivir en Sevilla.

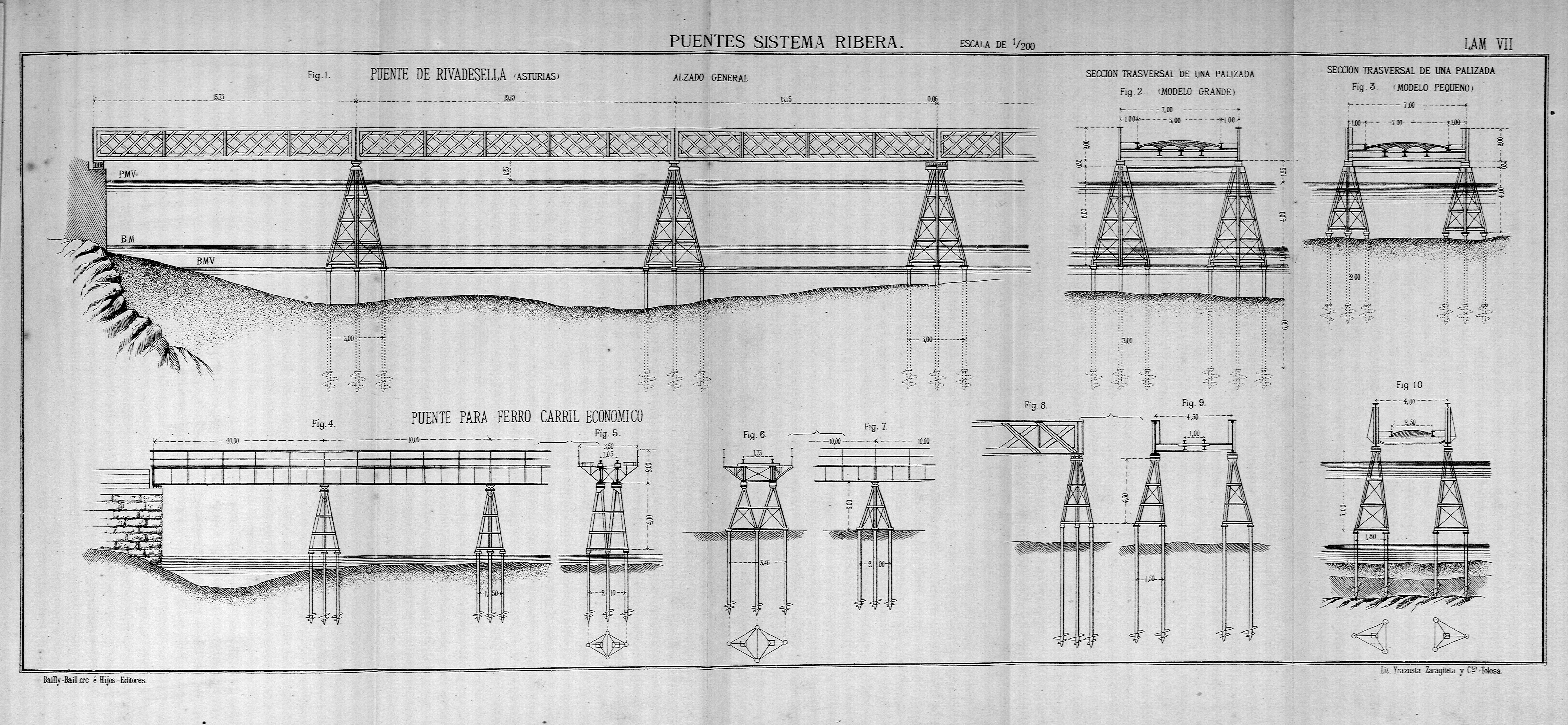
Alzado y secciones del Puente de Rivadesella [sic], ejemplo del Sistema Ribera

## Publicaciones
- Eugenio Ribera, José (1895). Puentes de hierro económicos, muelles y faros sobre palizadas y pilotes mecánicos. Madrid: Librería Editorial de Bailly-Bailliere e Hijos. p. 316.
- Eugenio Ribera, José (1902). Hormigón y cemento armado: mi sistema y mis obras. Madrid: Imprenta de Ricardo Rojas. p. 78.

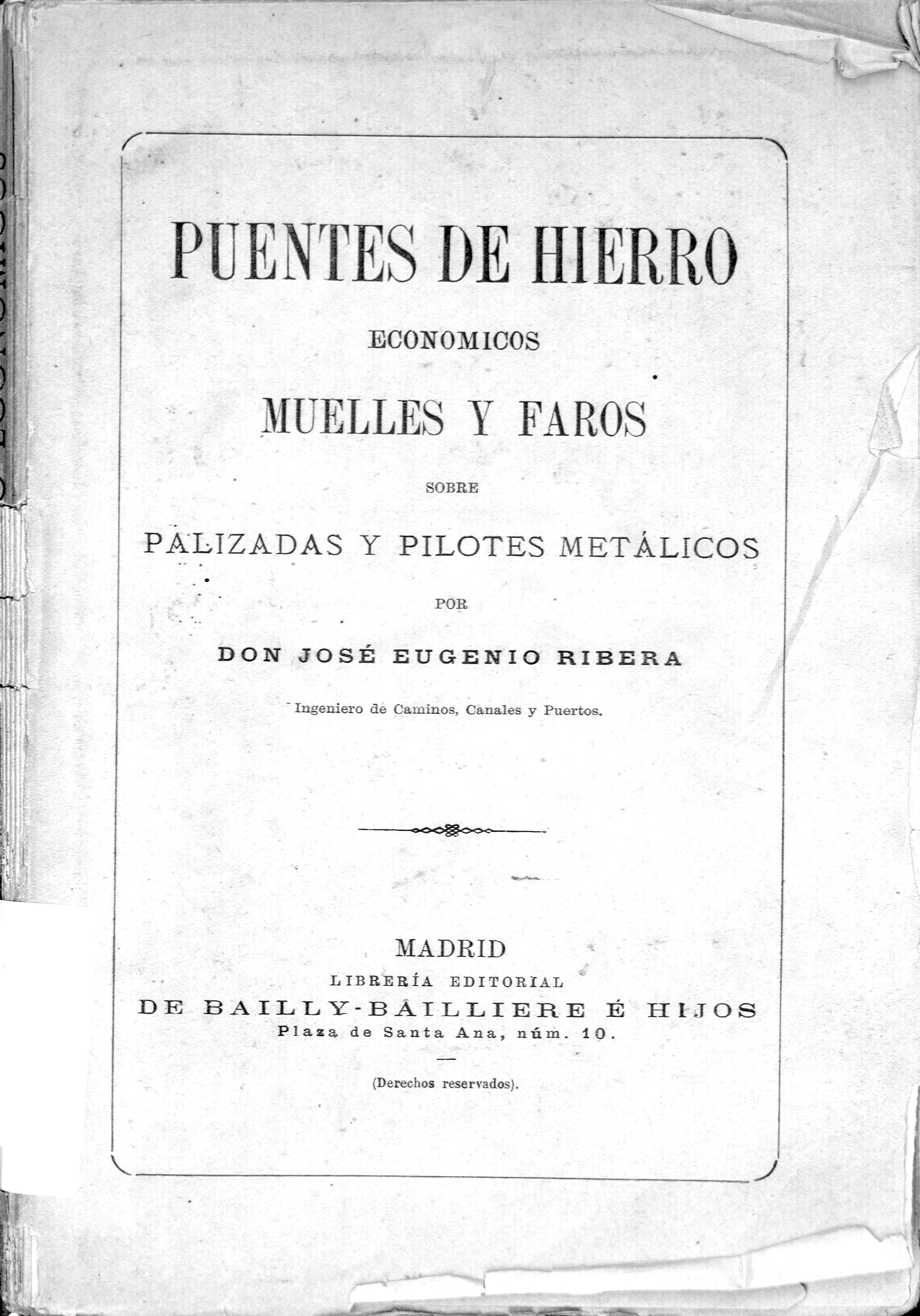
Portada de Puentes de hierro económicos, muelles y faros sobre palizadas y pilotes mecánicos.

- Eugenio Ribera, José (1908). «Los Puentes Modernos». Revista de Obras Públicas (56, tomo I (1703)): 229-235. Archivado desde el original el 17 de junio de 2012. Consultado el 27 de noviembre de 2016.
- Eugenio Ribera, José (1908). «Los Puentes Modernos (continuación)». Revista de Obras Públicas (56, tomo I (1704)): 241-248. Archivado desde el original el 28 de noviembre de 2016. Consultado el 27 de noviembre de 2016.
- Eugenio Ribera, José (1908). «Los Puentes Modernos (conclusión)». Revista de Obras Públicas (56, tomo I (1705)): 253-258. Archivado desde el original el 28 de noviembre de 2016. Consultado el 27 de noviembre de 2016.
- Eugenio Ribera, José (1910). Catálogo de las obras de J. Eugenio Ribera y C.ª. Compañía de Construcciones Hidráulicas y Civiles. Madrid: Imprenta Alemand. Archivado desde el original el 27 de octubre de 2022. Consultado el 14 de noviembre de 2022.

- Eugenio Ribera, José (1925). Puentes de fábrica y hormigón armado. Tomo I: Generalidades, muros y pequeñas obras. Madrid: Sucesores de Rivadeneyra S.A. p. 324. Archivado desde el original el 14 de noviembre de 2022. Consultado el 14 de noviembre de 2022.
- Eugenio Ribera, José (1930). Puentes de fábrica y hormigón armado. Tomo II: Cimientos. Madrid: Sucesores de Rivadeneyra S.A. Archivado desde el original el 14 de noviembre de 2022. Consultado el 14 de noviembre de 2022.
- Eugenio Ribera, José (1929). Puentes de fábrica y hormigón armado. Tomo III: Anteproyectos y puentes de fábrica. Madrid: Sucesores de Rivadeneyra S.A. Archivado desde el original el 14 de noviembre de 2022. Consultado el 14 de noviembre de 2022.
- Eugenio Ribera, José (1932). Puentes de fábrica y hormigón armado. Tomo IV: Puentes de hormigón armado. Obras especiales.. Madrid: Sucesores de Rivadeneyra S.A. Archivado desde el original el 14 de noviembre de 2022. Consultado el 14 de noviembre de 2022.